# Phiêng Côn
Phiêng Côn là một xã thuộc huyện Bắc Yên, tỉnh Sơn La, Việt Nam.
Xã Phiêng Côn có diện tích 41,95 km², dân số năm 1999 là 1.433 người, mật độ dân số đạt 34 người/km².